# La vacca e il prigioniero
La vacca e il prigioniero (La vache et le prisonnier) è un film del 1959 diretto da Henri Verneuil. Il film è un adattamento cinematografico di un romanzo di Jacques Antoine, Une histoire vraie.

## Trama
Germania, 1943. Charles Bailly è un prigioniero di guerra francese assegnato ai lavori agricoli presso una fattoria. Egli tenta una singolare fuga attraversando a piedi il territorio tedesco, alla luce del sole, con tanto di casacca da prigioniero e in compagnia della vacca Margherita, facendo credere di recarla al pascolo. Nel loro lungo cammino, che si protrae per settimane, incontreranno situazioni al limite del grottesco, fino a quando, giunto al confine dovrà nascondersi in un treno per sfuggire alla polizia francese cooperante ma si tratta di un convoglio che lo ricondurrà nel cuore della Germania. Amaro commento finale sulla liberazione, avvenuta due anni dopo, come per tutti quanti come lui.

## Produzione
Henri Verneuil, per ottenere l'esclusiva del soggetto, dovette battere la concorrenza di Claude Autant-Lara, anch'egli intenzionato a realizzare il film con l'intenzione di affidare il ruolo che sarà di Fernandel, ad André Bourvil.

## Critica
(Leo Pestelli su la Stampa del 22 aprile 1960)
«Farsa bellica girata con garbo...» ** 

## Curiosità
Nell'edizione italiana compare la didascalia "Si prega di voler scusare l'uso, in versione originale, della parola resa famosa dal Generale Cambronne: ciò è dovuto all'impossibilità di rendere adeguatamente in italiano i diversi significati che tale espressione ha nella lingua francese"; la parola in questione è Merde!.